# 26 브로드웨이
26 브로드웨이(영어: -Broadway) 또는 스탠더드 오일 빌딩(영어: Standard Oil Building)은 31층, 159 m (520 ft)의 건물이다. 뉴욕 맨해튼 남단에 위치한 볼링 그린에 있다. 건물은 현재 뉴욕에서 197번째로 높은 건물이며, 미국 내에서는 572번째로 높다.